# Neuner- und Elferprobe
Neuner- und Elferprobe sind Verfahren, um Rechenfehler bei der Addition, Subtraktion oder Multiplikation natürlicher Zahlen zu erkennen. Der Vorteil dieser Proben liegt darin, dass sich die Richtigkeit des Ergebnisses einer langwierigen Rechnung anhand leichterer alternativer Rechenwege auf Glaubwürdigkeit prüfen bzw. gegebenenfalls die Fehlerhaftigkeit einer Rechnung nachweisen lässt. Da aber nicht alle Fehler erkannt werden, bedeutet ein Gelingen der Neuner- bzw. Elferprobe nicht, dass das Ergebnis korrekt ist.
Umgangssprachlich wird der Begriff Neunerprobe auch allgemein für eine überschlägige Prüfung von Ergebnissen verwendet.

## Vorgehensweise

### Neunerrest
Um den Neunerrest einer natürlichen Zahl {\displaystyle n\in \mathbb {N} _{0}} zu ermitteln, berechnet man zuerst die Quersumme {\displaystyle q(n)} dieser Zahl, anschließend die Quersumme der Quersumme {\displaystyle q(q(n))} und so fort {\displaystyle q(\dotso q(q(n))\dotso )}, bis letztendlich nur mehr eine einstellige Zahl übrigbleibt. Falls sich dabei 9 ergibt, wird 9 durch 0 ersetzt.
Beispiele:
Der Neunerrest von 5919 ist 6: 5 + 9 + 1 + 9 = 24, und 2 + 4 = 6
Der Neunerrest von 81 ist 0: 8 + 1 = 9, und aus 9 wird 0

### Elferrest
Der Elferrest berechnet sich ähnlich, nur dass hier die alternierende Quersumme {\displaystyle \operatorname {aqs} (n)} berechnet wird. Bei dieser werden die Ziffern der Zahl {\displaystyle n}, beginnend bei der letzten Ziffer, abwechselnd subtrahiert und addiert.
Beispiel: Der Elferrest von 5919 ist 1: 9 − 1 + 9 − 5 = 12, und 2 − 1 = 1

### Neunerprobe
Die Neunerprobe für eine Berechnung besteht darin, die gleiche Berechnung mit den jeweiligen Neunerresten der an der Berechnung beteiligten Zahlen (Operanden und Ergebnis) durchzuführen.
- Führt die Probe zu einer falschen Aussage, enthält die überprüfte Rechnung mit Sicherheit einen Fehler. Beispiel: Überprüft werden soll die Rechnung 12 + 47 = 69. Der Neunerrest von 12 ist 3, der Neunerrest von 47 ist 2, der Neunerrest der Summe muss also 2 + 3 = 5 sein. Der Neunerrest von 69 ist aber 6. Da das richtige Ergebnis 59 durch 69 ersetzt wurde, schlägt die Neunerprobe fehl (3 + 2 = 5 ≠ 6),
- Stimmt die Probe, so folgt daraus allerdings nicht zwingend, dass die überprüfte Rechnung stimmt. So ändert ein Zahlendreher in der überprüften Rechnung nichts am Ergebnis der Neunerprobe, weil bei der Quersumme (und somit beim Neunerrest) die Reihenfolge der Ziffern keine Rolle spielt.

Die Neunerprobe kann prinzipiell keine Fehler aufdecken, bei denen das falsche Ergebnis um ein Vielfaches von 9 vom korrekten Ergebnis abweicht. Deswegen kann man sagen, dass die Neunerprobe 8 von 9 Fehlern aufdeckt, was einer Fehlererkennungswahrscheinlichkeit von 88,8 % entspricht.

### Elferprobe
Die Elferprobe erfolgt analog zur Neunerprobe. Es wird also die entsprechende Berechnung mit den Elferresten durchgeführt und überprüft, ob diese Probe aufgeht.
Die Elferprobe allein durchgeführt, deckt 10 von 11 Fehlern auf, was einer Fehlererkennungswahrscheinlichkeit von 90,90 % entspricht.

### Kombination von Neuner- und Elferprobe
Eine höhere Sicherheit wird erzielt, indem sowohl die Neuner- als auch die Elferprobe angewandt werden.
Führt man beide Proben erfolgreich durch, ist das Ergebnis in 98 von 99 Fällen richtig, was also eine Fehlererkennungswahrscheinlichkeit von 98,98 % bedeutet.

### Allgemeines
Die Verfahren Neuner- und Elferprobe lassen sich gleichermaßen auf Additionen, Subtraktionen und Multiplikationen anwenden, nicht jedoch auf Divisionen und Potenzen.
Man kann eventuell auftretende negative Neuner- bzw. Elferreste in positive Reste überführen, indem man 9 bzw. 11 addiert. Beispielsweise ist der Elferrest von 492 gleich 2 – 9 + 4 = –3; durch Addition von 11 erhält man 8.

## Rechenbeispiele

### Addition
|      |
| 573  |
| +492 |
| +145 |
| 1210 |
|      |

| Rest            | Probe    |
| --------------- | -------- |
| 5+7+3=15; 1+5=6 | 6        |
| 4+9+2=15; 1+5=6 | +6       |
| 1+4+5=10; 1+0=1 | +1       |
| 1+2+1+0=4       | 13≡1+3=4 |
| 4 = 4           |          |

| Rest              | Probe    |
| ----------------- | -------- |
| 3–7+5=1           | 1        |
| 2–9+4=–3; –3+11=8 | +8       |
| 5–4+1=2           | +2       |
| 0–1+2–1=0         | 11≡1–1=0 |
| 0 = 0             |          |

Sowohl die Neuner- als auch die Elferprobe gehen hier auf. Dies bedeutet, dass die Beispiel-Addition mit einer Wahrscheinlichkeit von insgesamt {\displaystyle \textstyle {\frac {98}{99}}=98{,}{\overline {98}}\,\%} richtig ist. Jedenfalls kann hier weder anhand der Neuner- noch der Elferprobe bewiesen werden, dass das Additionsergebnis falsch wäre.

### Subtraktion
|      |
| 573  |
| −492 |
| 18   |
|      |

| Rest            | Probe |
| --------------- | ----- |
| 5+7+3=15; 1+5=6 | 6     |
| 4+9+2=15; 1+5=6 | −6    |
| 1+8=9≡9–9=0     | 0     |
| 0 = 0           |       |

| Rest              | Probe      |
| ----------------- | ---------- |
| 3–7+5=1           | 1          |
| 2–9+4=–3; –3+11=8 | –8         |
| 8–1=7             | –7≡–7+11=4 |
| 7 ≠ 4             |            |

Bei diesem Beispiel liegt ein Zahlendreher vor. Die richtige Antwort wäre 81, fälschlicherweise wird im Beispiel 18 berechnet. Die Neunerprobe ist hier nicht in der Lage, diesen Zahlendreher zu erkennen, da er die Quersumme nicht verändert: {\displaystyle q(81)=q(18)=9\equiv 0{\pmod {9}}}. Die Elferprobe kann bei diesem Beispiel hingegen den Zahlendreher erkennen und beweist, dass das Ergebnis 18 sicher falsch ist.

### Multiplikation
|        |
| 573    |
| ×492   |
| 281916 |
|        |

| Rest                  | Probe    |
| --------------------- | -------- |
| 5+7+3=15; 1+5=6       | 6        |
| 4+9+2=15; 1+5=6       | ×6       |
| 2+8+1+9+1+6=27; 2+7=9 | 36≡3+6=9 |
| 9 = 9                 |          |

| Rest                  | Probe |
| --------------------- | ----- |
| 3–7+5=1               | 1     |
| 2–9+4=–3; –3+11=8     | ×8    |
| 6–1+9–1+8–2=19; 9–1=8 | 8     |
| 8 = 8                 |       |

Sowohl die Neuner- als auch die Elferprobe gehen hier auf. Dies bedeutet, dass die Beispiel-Multiplikation mit einer Wahrscheinlichkeit von insgesamt {\displaystyle \textstyle {\frac {98}{99}}=98{,}{\overline {98}}\,\%} richtig ist. Jedenfalls kann hier weder anhand der Neuner- noch der Elferprobe bewiesen werden, dass das Multiplikationsergebnis falsch wäre.

### Kombination von Addition, Subtraktion und Multiplikation
Das folgende Beispiel soll die Anwendung von Neuner- und Elferprobe anhand einer Ausgangsberechnung veranschaulichen, bei der eine Kombination von Addition, Subtraktion und Multiplikation vorkommt.

#### Ausgangsberechnung
–25198 + 519948 × (18192 – 717) = 9086066102

#### Neunerreste
- Neunerrest von 25198 ist 7, da 2 + 5 + 1 + 9 + 8 = 25; 2 + 5 = 7
- Neunerrest von 519948 ist 0, da 5 + 1 + 9 + 9 + 4 + 8 = 36; 3 + 6 = 9; aus 9 wird 0
- Neunerrest von 18192 ist 3, da 1 + 8 + 1 + 9 + 2 = 21; 2 + 1 = 3
- Neunerrest von 717 ist 6, da 7 + 1 + 7 = 15; 1 + 5 = 6
- Neunerrest von 9086066102 ist 2, da 9 + 0 + 8 + 6 + 0 + 6 + 6 + 1 + 0 + 2 = 38; 3 + 8 = 11; 1 + 1 = 2

#### Neunerprobe
Anhand der Ausgangsberechnung erhält man die folgende Gleichung, wobei die ursprünglichen Zahlen durch ihre jeweiligen Neunerreste ersetzt werden:
–7 + 0 × (3 – 6) = 2
Nun löst man diese Gleichung:
–7 + 0 × (–3) = 2
–7 + 0 = 2
–7 = 2
–7 + 9 = 2 … negative Neunerreste werden durch (gegebenenfalls wiederholtes) Addieren von 9 in positive Neunerreste übergeführt
2 = 2
Man stellt fest, dass die Gleichung zu einer wahren Aussage führt, die Neunerprobe also aufgeht.
Somit ist die Ausgangsberechnung mit einer Wahrscheinlichkeit von {\displaystyle {\tfrac {8}{9}}=88{,}{\overline {8}}\,\%} korrekt. Jedenfalls kann hier anhand der Neunerprobe nicht bewiesen werden, dass die Ausgangsberechnung falsch wäre.

#### Elferreste
- Elferrest von 25198 ist 8, da 8 – 9 + 1 – 5 + 2 = –3; –3 + 11 = 8
- Elferrest von 519948 ist 0, da 8 – 4 + 9 – 9 + 1 – 5 = 0
- Elferrest von 18192 ist 9, da 2 – 9 + 1 – 8 + 1 = –13; –13 + 11 = –2; –2 + 11 = 9
- Elferrest von 717 ist 2, da 7 – 1 + 7 = 13; 3 – 1 = 2
- Elferrest von 9086066102 ist 3, da 2 – 0 + 1 – 6 + 6 – 0 + 6 – 8 + 0 – 9 = –8; –8 + 11 = 3

#### Elferprobe
Anhand der Ausgangsberechnung erhält man die folgende Gleichung, wobei die ursprünglichen Zahlen durch ihre jeweiligen Elferreste ersetzt werden:
–8 + 0 × (9 – 2) = 3
Nun löst man diese Gleichung:
–8 + 0 × 7 = 3
–8 + 0 = 3
–8 = 3
–8 + 11 = 3 … negative Elferreste werden durch (gegebenenfalls wiederholtes) Addieren von 11 in positive Elferreste übergeführt
3 = 3
Man stellt fest, dass die Gleichung zu einer wahren Aussage führt, die Elferprobe also aufgeht.
Somit ist die Ausgangsberechnung mit einer Wahrscheinlichkeit von {\displaystyle {\tfrac {10}{11}}=90{,}{\overline {90}}\,\%} korrekt. Jedenfalls kann hier anhand der Elferprobe nicht bewiesen werden, dass die Ausgangsberechnung falsch wäre.

#### Neuner- und Elferprobe
Nachdem bei diesem Beispiel sowohl die Neuner- als auch die Elferprobe aufgehen, ist die Ausgangsberechnung hieraus mit einer Wahrscheinlichkeit von {\displaystyle {\tfrac {98}{99}}=98{,}{\overline {98}}\,\%} richtig. Jedenfalls kann hier weder anhand der Neuner- noch der Elferprobe bewiesen werden, dass die Ausgangsberechnung falsch wäre.

## Herkunft
Im al-Khwarizmis „Algorismus“ (9. Jh.) wird die Neunerprobe, aber ohne Verwendung der Quersummen, zum ersten Mal für die Verdopplung und Multiplikation besprochen. Die Faktoren bzw. das Produkt werden durch 9 dividiert und der Rest wird aufgeschrieben. Die so ermittelten Reste entsprechen den Neunerresten der Faktoren bzw. des Produkts.
Die Elferprobe wurde wahrscheinlich erstmals von dem persischen Mathematiker Abu Bakr al-Karadschi um das Jahr 1010 entdeckt und in dem Buch al-Kāfī fī l-hisāb (Genügendes über die Arithmetik) niedergeschrieben. Das Verfahren ist durch arabische Vermittlung vermutlich bereits seit dem 12. Jahrhundert in Europa bekannt. Leonardo Fibonacci beschrieb es in seinem Werk Liber abbaci, das in seiner zweiten Fassung spätestens um 1227 existierte.

## Mathematischer Hintergrund und andere Basen

### Allgemeines
Die besondere Bedeutung der Neuner- und Elferprobe im Dezimalsystem ergibt sich daraus, dass sich der Neunerrest einfach als Quersumme und der Elferrest als alternierende Quersumme berechnen lassen.
In einem Stellenwertsystem zur Basis {\displaystyle b} lassen sich wegen
- {\displaystyle b^{n}\equiv 1{\pmod {(b-1)}}} und
- {\displaystyle b^{n}\equiv (-1)^{n}{\pmod {(b+1)}}}

die Proben mit den Zahlen
- {\displaystyle b-1} und
- {\displaystyle b+1}

besonders einfach durchführen.

### Fehlererkennungswahrscheinlichkeiten
- Die {\displaystyle (b-1)}er-Probe allein durchgeführt, deckt {\displaystyle b-2} von {\displaystyle b-1} Fehlern auf, was einer Fehlererkennungswahrscheinlichkeit von {\displaystyle {\tfrac {b-2}{b-1}}} entspricht.
- Die {\displaystyle (b+1)}er-Probe allein durchgeführt, deckt {\displaystyle b} von {\displaystyle b+1} Fehlern auf, was einer Fehlererkennungswahrscheinlichkeit von {\displaystyle {\tfrac {b}{b+1}}} entspricht.
- Führt man beide Proben erfolgreich durch, ist das Ergebnis in {\displaystyle \operatorname {kgV} (b-1,\,b+1)-1} von {\displaystyle \operatorname {kgV} (b-1,\,b+1)} Fällen richtig, was also eine Fehlererkennungswahrscheinlichkeit von {\displaystyle {\tfrac {\operatorname {kgV} (b-1,\,b+1)-1}{\operatorname {kgV} (b-1,\,b+1)}}} bedeutet. ({\displaystyle \operatorname {kgV} } … kleinstes gemeinsames Vielfaches)

### Dreierprobe
Im Falle von Zahlen im Dualsystem ist die Dreierprobe sinnvoll, die für die TR 440 implementiert worden ist. Die reguläre Wortlänge betrug 48 Bits, wozu 2 Bits für die Dreierprobe hinzukamen und 2 Bits für die Typenkennung. Die Prüfsumme der Dreierprobe ergab sich dann durch die Quersumme der 24 Dualziffernpaare von je 2 Bits modulo 3. Dies erlaubte nicht nur die Erkennung von Speicherfehlern, sondern auch von Fehlern bei arithmetischen Operationen.

### Beispiel für Hexadezimalsystem
Beispielsweise ergibt im Hexadezimalsystem (Basis = 16) die Quersumme den 15er-Rest (auch „F-Rest“ genannt) und die alternierende Quersumme den 17er-Rest. Die 15er- und die 17er-Probe sehen dann für die Beispiel-Rechnung A1F + C02 folgendermaßen aus:
|      |
| A1F  |
| +C02 |
| 1621 |
|      |

| Rest            | Probe           |
| --------------- | --------------- |
| A+1+F=1A; 1+A=B | B               |
| C+0+2=E         | +E              |
| 1+6+2+1=A       | 2510=1916≡1+9=A |
| A = A           |                 |

| Rest            | Probe           |
| --------------- | --------------- |
| F–1+A=18; 8–1=7 | 7               |
| 2–0+C=E         | +E              |
| 1–2+6–1=4       | 2110=1516≡5–1=4 |
| 4 = 4           |                 |

Sowohl die 15er- als auch die 17er-Probe gehen hier auf. Dies bedeutet, dass die Beispiel-Addition mit einer Wahrscheinlichkeit von insgesamt {\displaystyle \textstyle {\frac {\operatorname {kgV} (15,\,17)-1}{\operatorname {kgV} (15,\,17)}}={\frac {254}{255}}\approx 99{,}608\,\%} richtig ist. Jedenfalls kann hier weder anhand der 15er- noch der 17er-Probe bewiesen werden, dass das Additionsergebnis falsch wäre.